# Savignac-de-Miremont
 Savignac-de-Miremont  (en occitano Savinhac de Miramont) es una población y comuna francesa, situada en la región de Aquitania, departamento de Dordoña, en el distrito de Sarlat-la-Canéda y cantón de Le Bugue.

## Demografía
| 150 | 125 | 107 | 108 | 107 | 95 |
| Para los censos de 1962 a 1999 la población legal corresponde a la población sin duplicidades (Fuente: INSEE [Consultar]) |     |     |     |     |    |